# Muggleswick
Muggleswick – wieś i civil parish w Anglii, w hrabstwie Durham. Leży 25 km na zachód od miasta Durham i 390 km na północ od Londynu. W 2011 roku civil parish liczyła 113 mieszkańców.